# Kovalivka, Kremenciuk
Kovalivka (în ucraineană Ковалівка) este un sat în comuna Pișceane din raionul Kremenciuk, regiunea Poltava, Ucraina.

## Demografie
Componența lingvistică a localității Kovalivka
     Ucraineană (99,44%)
     Alte limbi (0,56%)
Conform recensământului din 2001, majoritatea populației localității Kovalivka era vorbitoare de ucraineană (99,44%), existând în minoritate și vorbitori de alte limbi.